# 駐日マリ共和国大使館
駐日マリ共和国大使館（ちゅうにちマリきょうわこくたいしかん、フランス語: Ambassade de la République du Mali au Japon、英語: Embassy of the Republic of Mali in Japan）は、マリ共和国が日本の首都東京に設置している大使館である。2002年6月に開設された。

## 所在地
- 住所：〒141-0021 東京都品川区上大崎三丁目12-9[3]
- アクセス：JR山手線/都営三田線/東急目黒線目黒駅東急連絡改札口

## 大使
2024年7月16日より、パトリス・ディビ・バヨが臨時代理大使を務めている。

## ギャラリー

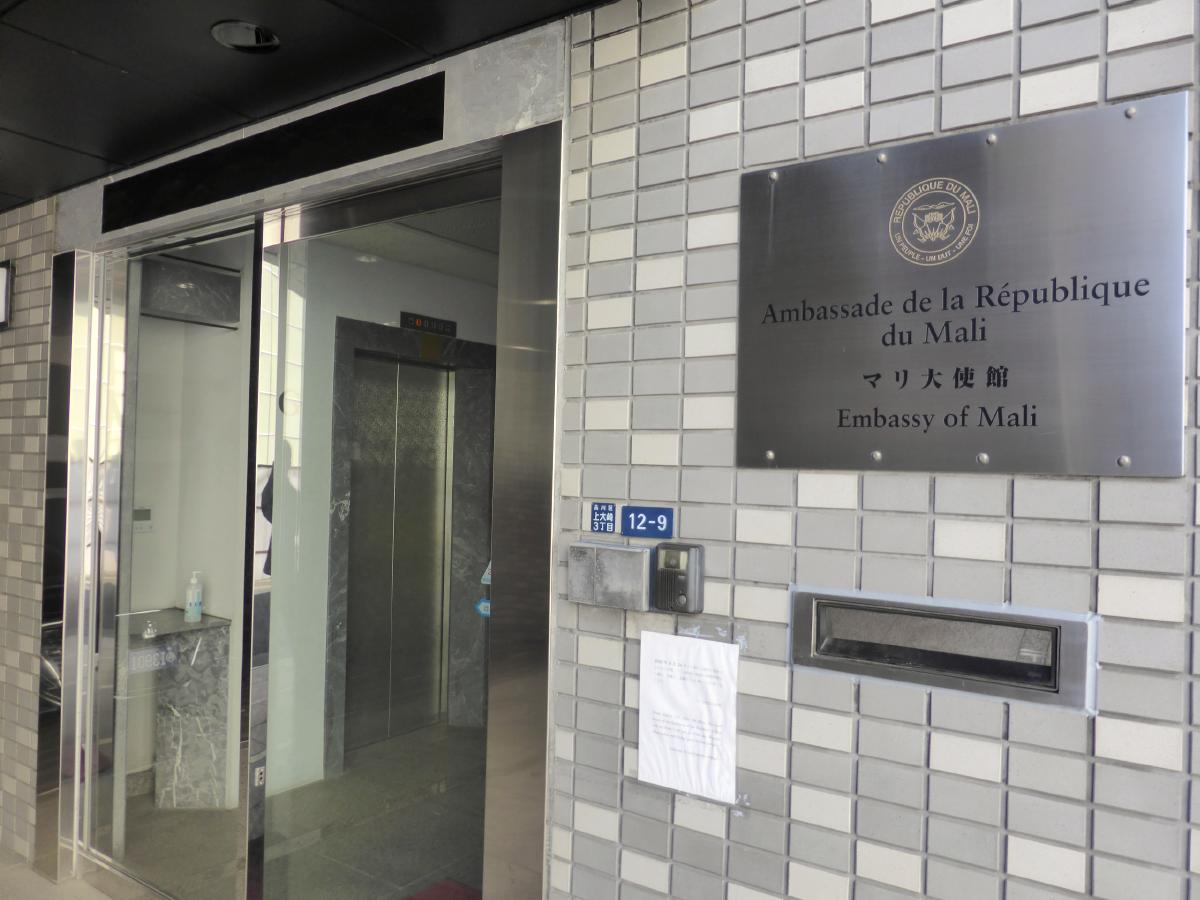
マリ大使館表札
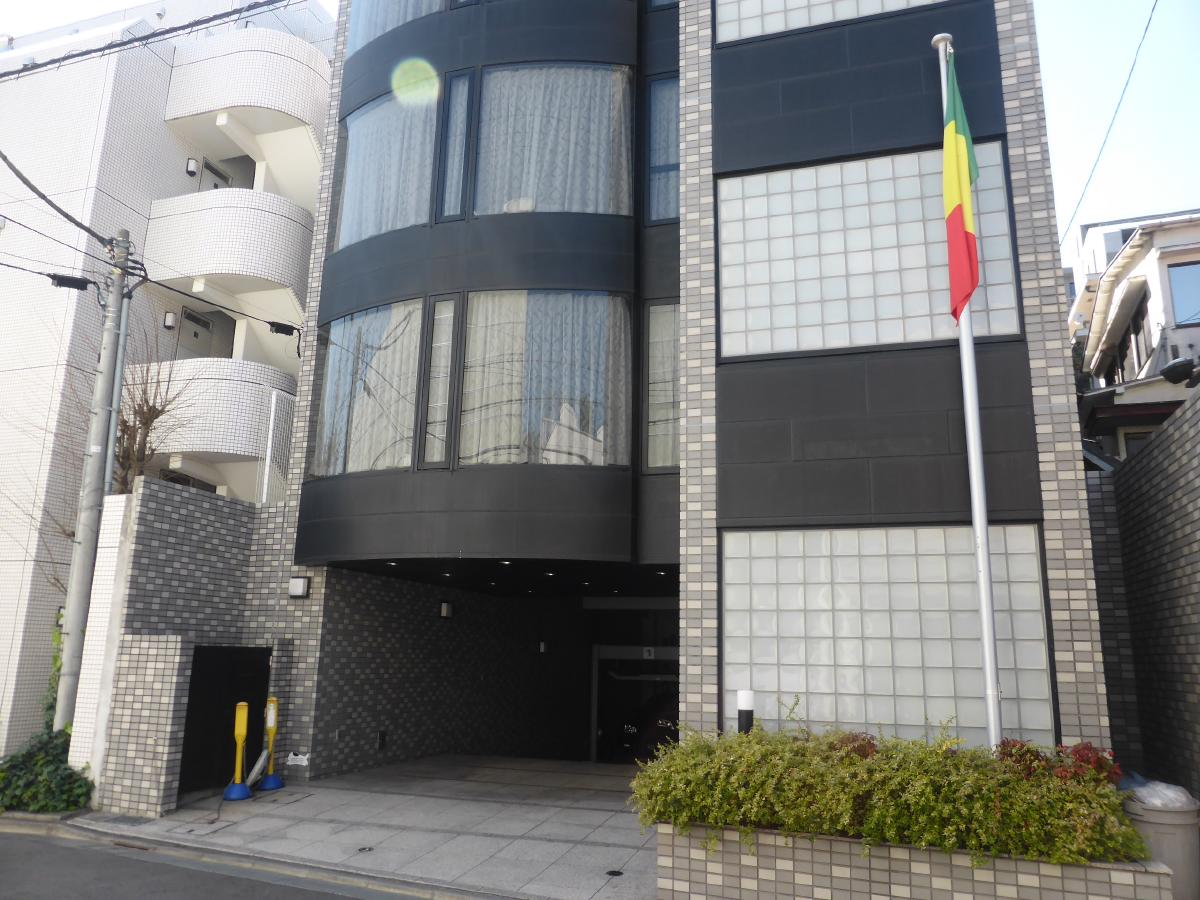
マリ大使館正面
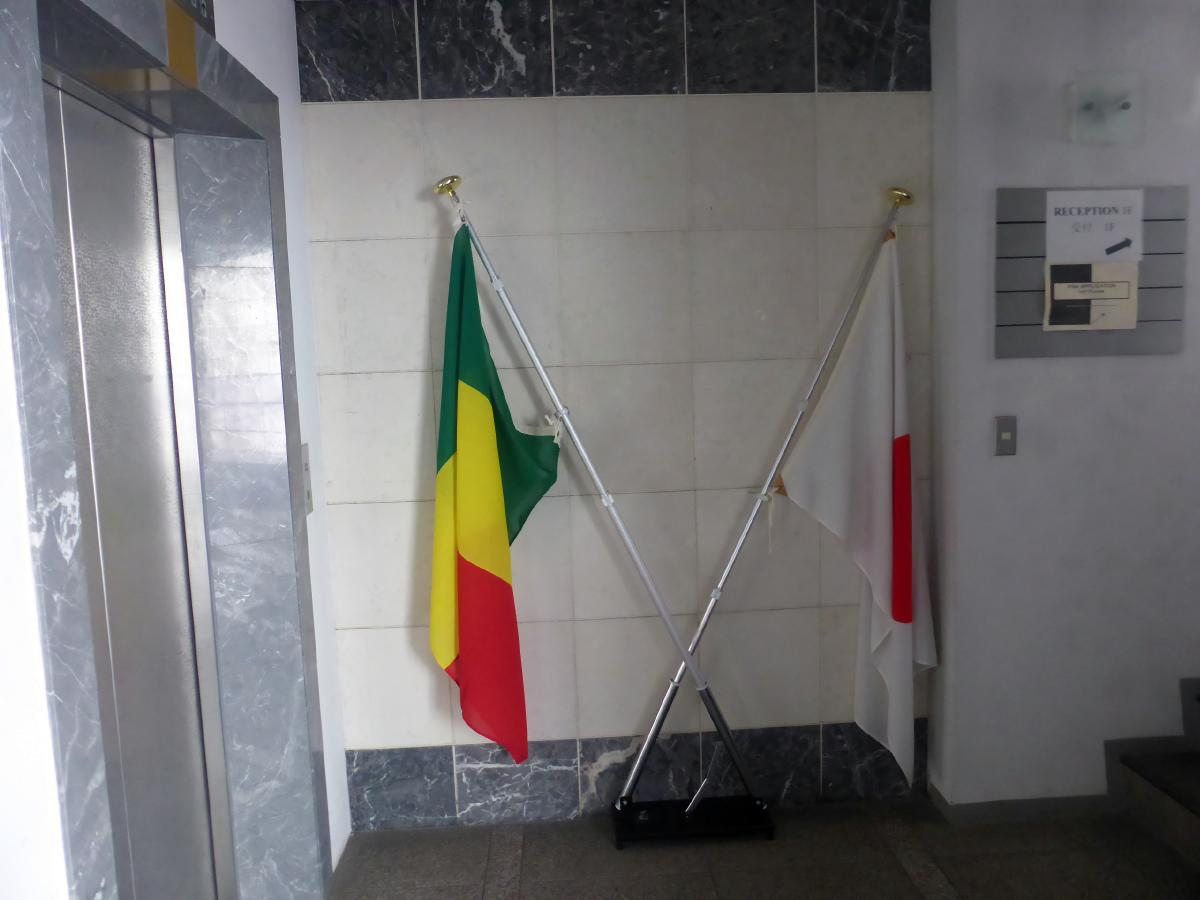
1F玄関にある両国国旗